# Wiesław Mercik
Wiesław Ludwik Mercik (ur. 12 listopada 1931 r. w Stryju) – polski śmigłowcowy pilot doświadczalny I klasy.

## Życiorys
Syn Stanisława i Kazimiery z Jeremków. Po zakończeniu II wojny światowej razem z rodziną przeniósł się do Rzeszowa, gdzie uczył się w II Państwowym Gimnazjum i Liceum im. Stanisława Sobińskiego. W 1948 r. ukończył kurs teoretyczny pilotażu szybowcowego. W tym samym roku jego rodzina przeprowadziła się do Lublina, gdzie kontynuował szkolenie szybowcowe w ramach organizacji „Służba Polsce”. Latał w Aeroklubie Kieleckim, w 1950 r. w Aeroklubie Lubelskim ukończył kurs spadochronowy.
W 1951 r. zdał egzamin maturalny i został przyjęty na Wydział Lotniczy Politechniki Wrocławskiej. Kontynuował latanie, w 1952 r. zdobył Srebrną Odznakę Szybowcową (nr 636). W związku z likwidacją Wydziału Lotniczego we Wrocławiu przeniósł się na Wydział Lotniczy Politechniki Warszawskiej. W 1954 r. zdobył Złotą Odznakę Szybowcową (nr 103). W 1955 r. ukończył studia i rozpoczął pracę w Wytwórni Sprzętu Komunikacyjnego w Świdniku jako konstruktor nadzorujący produkcję elementów samolotów myśliwskich MiG-15 i MiG-17. Rok później rozpoczął szkolenie w pilotażu samolotów.
W 1959 r. rozpoczął przeszkolenie w pilotażu śmigłowców, uwieńczone uzyskaniem w 1961 r. turystycznej licencji pilota śmigłowcowego, a w 1963 r. pilota zawodowego. Z pracy konstruktora został przeniesiony do działu prac badawczych. Zajmował się opracowaniem i realizacją prób naziemnych i w locie śmigłowca SM-4 Łątka, Mi-1 oraz SM-2. W latach 1961–1964 był kierowany do pracy w Czechosłowacji, Węgrzech i Indonezji. Pod koniec 1963 r. uzyskał uprawnienia śmigłowcowego instruktora II klasy, w 1964 r. śmigłowcowego pilota doświadczalnego II klasy. Został awansowany na stanowisko kierownika działu prób w locie. W 1965 r. oblatał pierwszy egzemplarz Mi-2 wyprodukowany w Świdniku. W 1967 r. zaprezentował Mi-2 na Międzynarodowym Salonie Lotniczym w Paryżu. 19 marca 1969 r. uzyskał uprawnienia śmigłowcowego pilota doświadczalnego I klasy.
Kolejnym zadaniem mu przydzielonym było wdrożenie Mi-2 do prac agrolotniczych, co wiązało się m.in. z pracą w Iranie w latach 1973–1974. W trakcie tych prac przetestował łopaty laminatowe w warunkach tropikalnych. Wersję rolniczą Mi-2 zaprezentował w 1977 r. ma salonie lotniczym w Paryżu. W 1974 r. objął stanowisko zastępcy głównego konstruktora śmigłowców w Świdniku. W związku z pracami nad PZL W-3 Sokół ponownie objął obowiązki kierownika działu prób w locie. Z racji biegłej znajomości języka angielskiego w 1975 r. uzyskał stypendium ICAO w Wielkiej Brytanii. Odbył staż w British Airways Helicopters Ltd. oraz wziął udział w kursach zorganizowanych przez Civil Aviation Authority.
Po powrocie do Polski objął funkcję pilota doświadczalnego w badaniach śmigłowców PZL Kania i PZL W-3 Sokół. W 1979 r. w Paryżu prezentował w locie wersję pasażerską Mi-2. W zawiązku z tym w firmie Allison w Indianapolis odbył szkolenie w zakresie obsługi silników turbinowych. W Krzemieńczuku przeszedł szkolenie w zakresie postępowania w sytuacjach awaryjnych i uzyskał uprawnienia instruktora w tym zakresie. Od lipca 1978 do lutego 1979 r. brał udział w misjach WHO i FAO w Nigerii, Kamerunie i Czadzie. 16 listopada 1979 r. wykonał pierwszy wzlot prototypu śmigłowca Sokół, który wykazał wady w budowie wału przekładni głównej śmigłowca. Za swą działalność zawodową został w 1979 r. wyróżniony Błękitnymi Skrzydłami przez Skrzydlatą Polskę. W kwietniu 1981 r. objął stanowisko dyrektora naczelnego Ośrodka Badawczo-Rozwojowego PZL-Świdnik. Funkcję tę przestał pełnić 6 stycznia 1982 r., pozostał na stanowisku pilota doświadczalnego w projekcie Sokoła. 6 maja tegoż roku oblatał prototyp Sokoła przeznaczony do prób w locie. 1 lipca został zwolniony z pracy w PZL-Świdnik.
Zdecydował się na emigrację z Polski. Najpierw wyjechał do RFN, stamtąd do USA. Znalazł zatrudnienie w firmie OmniflightHelicopter Services, gdzie pracował przez rok. We wrześniu 1986 r. został zatrudniony w MBB Helicopter Corporation. Od 1992 r. pracował jako pilot sanitarny w firmie Sky Flightcare, jednocześnie był zatrudniony w Piasecki Helicopter. Pozostawał w kontakcie ze środowiskiem polskich pilotów śmigłowcowych, był członkiem Polskiego Stowarzyszenia Wiropłatowego oraz Klubu Pilotów Doświadczalnych. 9 maja 1992 r. otrzymał Złotą Odznakę Pilota Doświadczalnego nr 22. W maju 2006 r. przeszedł na emeryturę i w czerwcu tegoż roku powrócił do Polski. Zamieszkał we Wrocławiu. Jako pilot śmigłowcowy wylatał 10 093 godzin, w tym 3 tys. jako pilot doświadczalny.

## Działalność sportowa
W 1967 r. wziął udział w I Krajowych Zawodach Śmigłowcowych, podczas których zajął trzecie miejsce. W 1969 r. w II KZŚ uzyskał piątą lokatę. 30 stycznia 1970 r. został powołany na członka nowo utworzonej Komisji Śmigłowcowej Aeroklubu PRL. W 1971 r. w I Śmigłowcowych Mistrzostwach Polski był siódmy. W 1973 r. został zgłoszony jako członek polskiej reprezentacji narodowej w II Śmigłowcowych Mistrzostwach Świata w Wielkiej Brytanii, ale z braku funduszy nie doszło do wyjazdu.